# Cryptopygus dubius
Cryptopygus dubius är en urinsektsart som beskrevs av Louis Deharveng 1981. Cryptopygus dubius ingår i släktet Cryptopygus och familjen Isotomidae. Inga underarter finns listade i Catalogue of Life.